# Radikal 178
Radikal 178 mit der Bedeutung „gegerbtes Leder“ ist eines von 11 der 214 traditionellen Radikale der chinesischen Schrift, die mit neun Strichen geschrieben werden.
Mit 11 Zeichenverbindungen in Mathews’ Chinese-English Dictionary gibt es relativ wenige Schriftzeichen, die unter diesem Radikal im Lexikon zu finden sind.
Das Schriftzeichen entwickelte sich aus der bildlichen Darstellung von zwei Menschen, die ein rundliches Objekt auseinanderziehen. Man kann daraus schließen, dass eine gegerbte Haut ausgebreitet wird. In der Siegelschrift-Form  besitzt das Zeichen oben und unten je einen Fuß und in der Mitte einen kreisförmigen Rahmen. Noch früher waren vier Füße um den kreisförmigen Rahmen herum zu erkennen. 
Wegen seiner Aussprache wei wurde 韦 später für das Wort Leder (皮韦) entliehen.
Im zusammengesetzten Zeichen fungiert 韦 häufig als Lautträger wie in 违 (= zuwiderhandeln), 围 (= einschließen), 闱 (= Seitenportal eines Kaiserpalastes), 讳 (= als Tabu etwas vermeiden zu tun).
Als Sinnträger stellt 韦 einen Zusammenhang zu Leder her wie in 韧 (= widerstandsfähig), 韬 (= Schwerttasche).
Schreibvariante des Radikals 178: Kurzzeichen (VR China): 韦. 
Mit 韋 werden Zeichenverbindungen von U+97CB bis 韥 U+97E5 codiert, anschließend daran mit 韦 von U+97E6 bis 韬 U+97EC.

## Schriftzeichenverbindungen, die vom Radikal 178 regiert werden
| Striche | Zeichen                 |       |
| ------- | ----------------------- | ----- |
| +0      | 韋                      | 韦    |
| +03     | 韌                      | 韧    |
| +04     | 䪏                      |       |
| +05     | 䪐 䪑 䪒 䪓 韍 韎       | 韨    |
| +06     | 韏 韐 韑                |       |
| +07     | 䪔 韒                   |       |
| +08     | 䪕 韓 韔 韕             | 韩    |
| +09     | 䪖 䪗 䪘 韖 韗 韘 韙 韚 | 韪 韫 |
| +10     | 䪙 䪚 韜 韝 韞 韟       | 韬    |
| +11     | 韛 韠                   |       |
| +12     | 䪛 韡 韢                |       |
| +13     | 䪜 韣                   |       |
| +14     | 䪝                      |       |
| +15     | 韤 韥                   |       |

 Im Unicodeblock Kangxi-Radikale ist das Radikal 178 unter der Codepointnummer 12.209 (U+2FB1) codiert.